# Claude Bernard (fiziolog)
Claude Bernard (Saint-Julien, 12. srpnja 1813. – Pariz, 10. veljače, 1878.), francuski fiziolog.
Bio je profesor fiziologije u Colege de France te izvanredan i sistematičan eksperimentator, majstor vivisekcije na pokusnim životinjama. Istaknuo se radovima s područja fiziologije probave, posebno o probavnoj funkciji želučanog soka, istraživao ulogu pankresnog soka pri probavi masti, dokazao utjecaj psihičih i živčanih faktora na lučenje probavnih sokova i metabolizam. Otkrio je glikogen, izučavao kretanje šećera u krvi te pojavu šećera u mokraći, funkciju autonomnog živčanog sustava, djelovanje različitih otrova, posebno kurarea. Istraživanja su ga dovela do zanimljivih općenitih pogleda na fiziologiju i bit života. Njegovo glavno djelo "Uvod u studij eksperimentalne medicine" izašlo je u 25 izdanja i prevedeno je na mnoge jezike. Bernard se smatra osnivačem moderne eksperimentalne fiziologije. 